# Gulgrått jordfly
Gulgrått jordfly (Rhyacia simulans) är en fjärilsart som beskrevs av Hüfnagel 1766. Gulgrått jordfly ingår i släktet Rhyacia och familjen nattflyn. Arten är reproducerande i Sverige. Inga underarter finns listade i Catalogue of Life.

## Bildgalleri

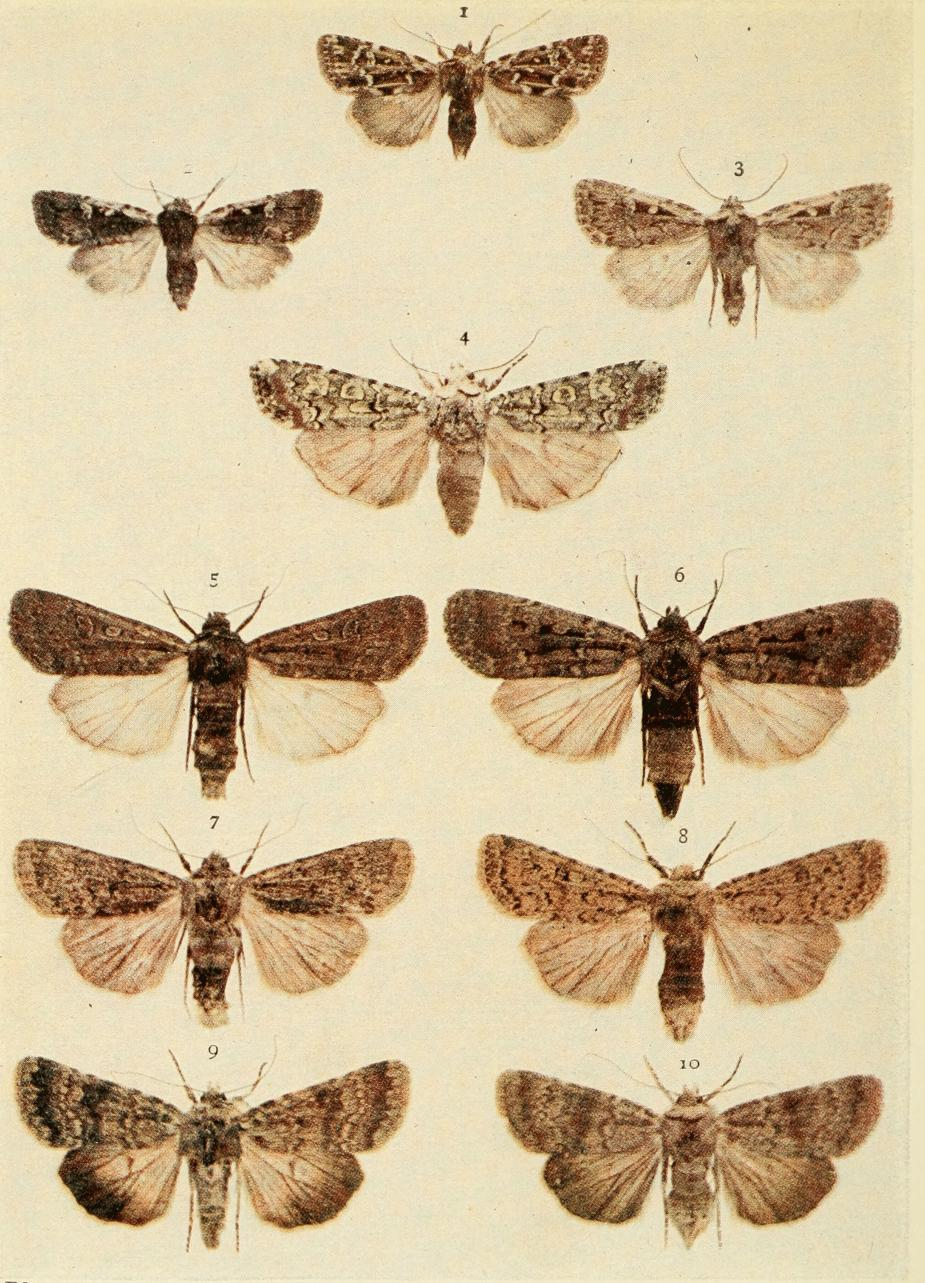
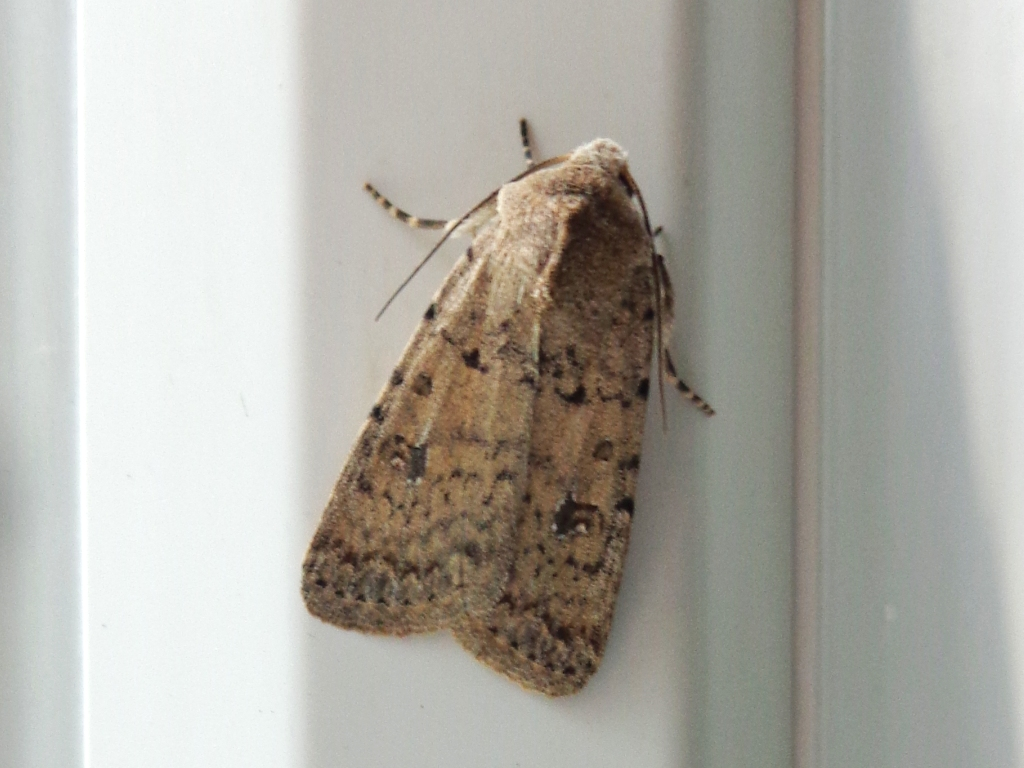
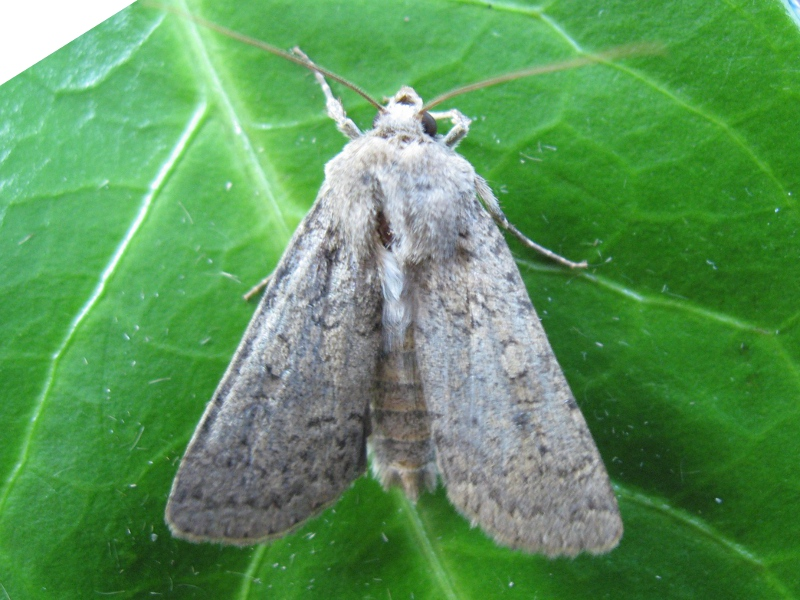
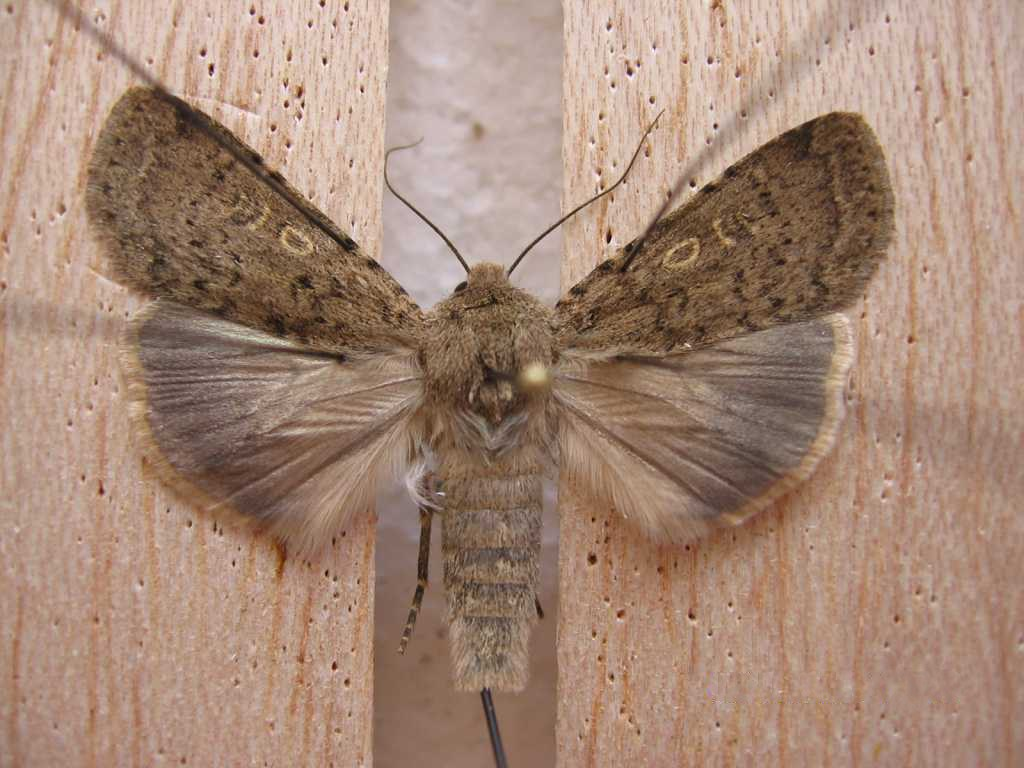